# Danielle Bounds
Danielle Bounds (sinh ngày 22 tháng 4 năm 1984) là một nữ hoàng sắc đẹp.

## Tiểu sử
Danielle sinh ra vào ngày 22 tháng 4 năm 1984, tức lễ Phục sinh. Cô từng nói:"Tôi được sinh ra để trở thành chủ nhân của vương miện Hoa hậu Trái Đất Mỹ"bởi cô sinh ra đúng ngày Trái Đất. Bound tốt nghiệp một trường trung học tư thục phi giáo phái vào năm 2002 và là thủ khoa. Cô cao 6 feet là một nữ doanh nhân nhiệt thành với bạn bè và đối tác kinh doanh Ashley Litton. Họ cùng nhau hợp tác một cửa hàng vũ hội và cuộc thi tên là Sassy Chic tại Leawood, Kansas
. Họ là nhà tài trợ trang phục dạ hội cho các cuộc thi sắc đẹp của một số tiểu bang. Danielle và Ashley đã gặp nhau tại cuộc thi Hoa hậu Missouri USA 2005, nơi Ashley đang từ bỏ danh hiệu của mình và lần đầu tiên Danielle là đối thủ cạnh tranh. Trang phục dạ hội của Danielle cho cuộc thi Hoa hậu Trái Đất 2010 tại Việt Nam được đích thân Ashley thiết kế thông qua dòng sản phẩm của cô có tên A.Renee.

## Hoa hậu Trái Đất
Cô tham dự Hoa hậu Trái Đất Mỹ 2009 và đoạt vương miện Hoa hậu Không khí (Á hậu 1). Cô cũng từng tham dự Hoa hậu Trái Đất Mỹ 2008 và đoạt vương miện Hoa hậu Sinh thái (Á hậu 4).
Sau khi đăng quang Hoa hậu Trái Đất Mỹ 2010, cô tham gia cuộc thi Hoa hậu Trái Đất 2010 tại Nha Trang, Việt Nam và lọt vào Top 14.

## Hoa hậu Missouri
Trước khi thi đấu tại Hoa hậu Trái Đất Mỹ, cô đã thi đấu thường xuyên tại cuộc thi Hoa hậu Missouri. Ngôi vị cao nhất cô đoạt được là vào năm 2005, khi cô là Á hậu 1. Cô cũng là Á hậu 2 của Stacey Smith năm 2009 và nhận được Interview Award
.